# فرد إي. سميث
فرد إي. سميث (بالإنجليزية: Fred E. Smith)‏ هو عسكري أمريكي، ولد في 29 مارس 1873 في روكفورد في الولايات المتحدة، وتوفي في 29 سبتمبر 1918 في Binarville ‏ في فرنسا.